# Margaret Mead
Margaret Mead (Filadelfia; 16 de diciembre de 1901 - Nueva York; 15 de noviembre de 1978) fue una antropóloga y poetisa estadounidense. En sus investigaciones etnográficas de las décadas de 1920 y 1930, puso en entredicho la visión sexista biologicista que prevalecía en las ciencias sociales en EE. UU. según la cual la división sexual del trabajo en la familia moderna se debía a la diferencia innata entre el comportamiento instrumental (público, productivo) de los hombres y el expresivo de las mujeres. En su estudio comparativo Sex and Temperament in Three Primitive Societies Mead introdujo, en 1935, la idea revolucionaria de que, por ser la especie humana enormemente maleable, los papeles y las conductas sexuales varían según los contextos socioculturales. Fue, así, precursora en la utilización del concepto de «género», ampliamente utilizado posteriormente en los estudios feministas.

## Biografía
Nació en Filadelfia, Pensilvania, aunque creció en la cercana Doylestown. Su padre era profesor universitario, y su madre, activista social. Se graduó en el Barnard College en 1923 y estudió con Franz Boas y Ruth Benedict hasta obtener su doctorado de la Universidad de Columbia en 1929. Se dio a conocer en 1925 por su trabajo de campo en Polinesia. En 1926 se unió al Museo Americano de Historia Natural, en Nueva York, como asistente del director, y fue directora de etnología desde 1946 hasta 1969. Durante la Segunda Guerra Mundial sirvió como secretaria ejecutiva del Comité de Hábitos Alimentarios del Consejo Nacional de Investigación. Por otra parte, trabajó como profesora adjunta de la Universidad de Columbia desde 1954. Siguiendo el ejemplo de su instructora Ruth Benedict, concentró sus estudios en problemas de crianza infantil, personalidad y cultura.
Ha habido desacuerdos con ciertos resultados de su primer libro, Adolescencia, sexo y cultura en Samoa (1928), basado en sus investigaciones hechas siendo estudiante de pregrado; y en sus trabajos publicados posteriormente, basados en el tiempo que pasó en Papúa Nueva Guinea. Como persona letrada por las culturas, describió haber puesto en tela de juicio algunas de sus observaciones. Pero su posición como antropóloga pionera —que escribió de forma lo suficientemente clara y vívida como para que el público en general leyera y aprendiera de sus trabajos— permanece firme.
Margaret Mead estuvo casada tres veces, primero con Luther Cressman y luego con dos colegas antropólogos, Reo Fortune y Gregory Bateson, con quien tuvo una hija, también antropóloga, Mary Catherine Bateson. Su nieta, Sevanne Margaret Kassarjian, es actriz de teatro y televisión y trabaja profesionalmente bajo el nombre de Sevanne Martin.
Mead también tenía una relación excepcionalmente estrecha con la antropóloga Ruth Benedict. En su libro de memorias sobre sus padres, With a Daughter's Eye, Mary Catherine Bateson implica que la relación entre Benedict y Mead fue en parte sexual.
Pasó sus últimos años en una colaboración personal y profesional estrecha con la antropóloga Rhoda Métraux, con quien vivió desde 1955 hasta su muerte en 1978.
Margaret Mead murió en la ciudad de Nueva York a la edad de 76 años.

## Adolescencia, sexo y cultura en Samoa
En el prólogo del libro Adolescencia, sexo y cultura en Samoa, el maestro de Margaret Mead, Franz Boas, escribió acerca de su importancia que:
«Cortesía, modestia, buenas maneras, conformidad son universales para los estándares éticos definitivos, pero lo que constituye la cortesía, la modestia, las buenas maneras y los estándares y políticas éticas definitivas no es universal. Es instructivo saber que los estándares difieren en las formas más inesperadas».
Boas quiso recalcar que había, en el momento de la publicación, muchos estadounidenses que habían empezado a discutir los problemas afrontados por la gente joven (especialmente las mujeres) cuando pasan por la adolescencia como «períodos inevitables de ajuste». Boas sentía que un estudio de estos problemas en otra cultura sería iluminador.
Por otra parte, la misma Margaret Mead describió el objetivo de su investigación de la siguiente manera: «He tratado de dar respuesta a la cuestión que me envió a Samoa: ¿Los disturbios que angustian a nuestros adolescentes son debidos a la naturaleza misma de la adolescencia o a la civilización? ¿Bajo diferentes condiciones, la adolescencia presenta diferentes circunstancias?» Ella llegó a la conclusión de que así era.
Mead condujo su estudio entre un pequeño grupo de samoanos —una aldea de seiscientas personas en la isla de Ta'u— con el cual se familiarizó, vivió, observó y entrevistó (a través de un intérprete) a 68 mujeres jóvenes entre los 10 y los 20 años.
Concluyó que el paso de la infancia a la adolescencia en Samoa era una transición suave y no estaba marcada por las angustias emocionales o psicológicas, y la ansiedad y confusión observadas en Estados Unidos. 
Como Boas y Mead esperaban, este libro indispuso los ánimos de muchos occidentales cuando apareció por primera vez, en 1928. Muchos lectores estadounidenses quedaron en shock por su observación de que las jóvenes mujeres samoanas postergaban el matrimonio muchos años mientras disfrutaban de  relaciones sexuales informales, y que, una vez casadas, criaban a sus propios hijos de manera satisfactoria aunque la exclusividad sexual era poco frecuente antes de los 30 años.
En 1983, cinco años después de la muerte de Mead, Derek Freeman publicó Margaret Mead y Samoa: la construcción y destrucción de un mito antropológico, en donde ponía en tela de juicio los principales hallazgos de Mead. Mead estuvo nueve meses en Samoa y no hablaba su dialecto. Freeman dedicó a su investigación casi medio siglo y hablaba el dialecto samoano de manera muy fluida. Freeman basó la crítica en sus propios cuatro años de trabajo de campo en Samoa y en entrevistas con informantes sobrevivientes de la época de Mead. El argumento dependía del lugar del sistema taupou en la sociedad samoana. Según Mead, el sistema taupou consistía en una virginidad institucionalizada, exclusivamente, para las mujeres jóvenes de alto rango. Según Freeman, todas las mujeres samoanas imitaban el sistema taupou y las informantes de Mead entrevistadas negaron haber estado envueltas en sexo casual cuando eran jóvenes y declararon haber mentido a Margaret Mead.
Después de una racha inicial de discusión, muchos antropólogos concluyeron que la verdad absoluta, probablemente, nunca se conocería. De cualquier manera, muchos encontraron la crítica de Freeman altamente cuestionable. Primero, especularon acerca del hecho de que Freeman hubiera esperado hasta que Margaret Mead muriera para publicar su crítica de manera que ella no pudiese responder. Por otra parte, señalaron que las informantes originales de Mead eran, ahora, mujeres viejas, abuelas y se habían convertido al cristianismo. Además, hicieron notar que la cultura samoana había cambiado considerablemente en las décadas siguientes a la investigación original de Mead; que, después de la intensa actividad misionera, muchos samoanos habían llegado a adoptar los mismos estándares sexuales de los estadounidenses, quienes, en su día, recibieron con tanta impresión las revelaciones de Mead. Sugirieron que, como mujeres en ese nuevo contexto, era inaceptable hablar francamente acerca de su comportamiento adolescente (nótese también que una de las estrevistadas de Freeman dio su fe renacida como razón para admitir su engaño del pasado). Finalmente, sugirieron que aquellas mujeres no serían tan francas y honestas acerca de su sexualidad cuando hablaban con un hombre entrado en años como habrían sido hablando con una mujer joven. Muchos antropólogos también acusaron a Freeman de tener el mismo punto de vista sexual etnocéntrico que tenían las personas a las que Boas y Mead impresionaron. 
Los antropólogos también criticaron a Freeman acerca de las bases metodológicas y empíricas. Por ejemplo, Freeman combinó ideales públicamente articulados con normas de comportamiento, es decir, mientras muchas mujeres samoanas admitirían en público que es ideal mantener la virginidad, en la práctica exhibían altos niveles de sexo prematrimonial y se jactaban acerca de sus aventuras sexuales entre ellas mismas. Los propios datos de Freeman apoyaban las conclusiones de Mead: en una aldea samoana del oeste documentó que el 20% de las mujeres de 15 años, el 30% de las de 16 y el 40% de las de 17 se habían comprometido en sexo prematrimonial. En 1983, la Asociación Americana de Antropología expidió una moción declarando el libro de Freeman, Margaret Mead y Samoa, como "pobremente escrito, no científico, irresponsable y engañoso". En los años siguientes, los antropólogos debatieron vigorosamente esos problemas pero, generalmente, apoyaron las críticas a Freeman.
Freeman continuó argumentando su caso en la publicación de 1999 El fatídico fraude de Margaret Mead: un análisis histórico de su investigación samoana.

## Investigaciones de Mead en otras sociedades
Otro libro extremadamente influyente de Mead fue Sexo y temperamento en tres sociedades primitivas. Éste se convirtió en la piedra angular del movimiento de liberación femenina, desde que aseguró que las mujeres eran las que dominaban en la tribu Tchambuli (ahora Chambri) de Papúa Nueva Guinea (en el Pacífico Oeste) sin causar ningún problema en especial. 
La carencia de dominación masculina pudo haber sido el resultado de la prohibición de la guerra por parte de la administración australiana. De acuerdo con investigaciones contemporáneas, los hombres dominan en toda Melanesia (aunque algunos creen que las "brujas" tienen poderes especiales). Otros han discutido que, todavía, hay mucha diversidad cultural a lo largo de Melanesia y, especialmente, en la gran isla de Nueva Guinea. Por otra parte, los antropólogos frecuentemente no entienden la importancia de las redes de influencia política entre las mujeres. Las instituciones de dominación masculina formal, típicas de algunas áreas de alta densidad poblacional, no estaban presentes de la misma forma, por ejemplo, en Oksapmin (provincia del oeste de Sepik), un área de población más escasa. Los patrones culturales allí eran diferentes de los de, por ejemplo, Mt. Hagen. Ellos eran más cercanos a aquellos descritos por Mead.
Mead indicó que la gente de Arapesh era pacifista, aunque anotó que, eventualmente, guerreaban. Por otra parte, sus observaciones acerca de la forma de compartir las parcelas entre los Arapesh, el énfasis igualitario en la crianza infantil y las relaciones predominantemente pacíficas mantenidas entre parientes, eran muy diferentes a las exhibiciones de dominación de "gran hombre" que estaban documentadas en culturas más estratificadas de Nueva Guinea, por ejemplo, por Andrew Strathern. Estas observaciones implicaban, realmente, como ella escribió, un patrón cultural. 
Cuando Margaret Mead describió su investigación a sus estudiantes en la Universidad de Columbia, expuso, sucintamente, cuales habían sido sus objetivos y conclusiones. Un relato de primera mano de un antropólogo que estudió con Mead en los años 60 y 70 proveyó la siguiente información:
1. Mead habla de Sexo y temperamento en tres sociedades primitivas. "Ella explicó que nadie conocía en qué grado el temperamento está biológicamente determinado por el sexo, de manera que esperaba ver si había factores culturales o sociales que afectaran el temperamento. ¿Eran los hombres inevitablemente agresivos? ¿Eran las mujeres inevitablemente hogareñas? Resultó que las tres culturas con las que convivió en Nueva Guinea eran un laboratorio casi perfecto, pues se encontraban cada una de las variables que nosotros asociamos con masculino y femenino en una configuración diferente a la de nosotros. Ella dijo que aquello la había sorprendido y que no era lo que estaba tratando de encontrar", dijo el antropólogo.

-Entre los Arapesh, tanto hombres como mujeres eran de temperamento pacífico y ni los hombres ni las mujeres hacían la guerra
-Entre los Mundugumor, la realidad era justo lo contrario: tanto hombres como mujeres eran de temperamento bélico.
-Y los Tchambuli eran diferentes de los dos anteriores. Los hombres se acicalaban y gastaban su tiempo en arreglarse mientras las mujeres trabajaban y eran prácticas —lo opuesto a lo que parecía ser América en el siglo XX.
2. Mead habla de Creciendo en Nueva Guinea. "Margaret Mead nos contó cómo llegó al problema de investigación en el cual basó su Creciendo en Nueva Guinea. Ella razonó como sigue: si los adultos primitivos piensan de una forma animista, como Piaget dice que nuestros niños lo hacen, ¿cómo pensaban los niños primitivos?", afirmó también el antropólogo.
- En su investigación en la Isla de Manus de Nueva Guinea, ella descubrió que los niños primitivos piensan de una forma muy práctica y empiezan a pensar en términos de espíritus a medida que se van haciendo mayores.
- Nota: el pensamiento animista le asigna sentimientos o personalidad a objetos inanimados. Por ejemplo, un niño puede decir "¡acera mala!" si se cae sobre ella y sale herido, considerando a la acera como mala por causarle daño. El término animismo viene del latín para alma, anima. Culturas tribales, frecuentemente, tienen conceptos animistas arraigados: algunos pueblos consideran a las nubes como personas de nube que pueden estar complacidas o no por lo que el hombre hace y, de acuerdo con eso, darles lluvia o sequía.

## Precursora de la utilización del concepto de «género»
Margaret Mead, en sus investigaciones etnográficas de las décadas de 1920 y 1930, en particular en Samoa y Nueva Guinea, pone en entredicho la visión sexista biologista que prevalecía en las ciencias sociales en Estados Unidos según la cual la división sexual del trabajo en la familia moderna se debía a la diferencia innata entre el comportamiento instrumental (público, productivo) de los hombres y expresivo de las mujeres. La antropóloga feminista Verena Stolcke destaca que en el estudio comparativo Sex and Temperament in Three Primitive Societies Mead había introducido ya en 1935 la «idea revolucionaria» de que, por ser la especie humana enormemente maleable, los papeles y las conductas sexuales varían según los contextos socioculturales. Y, en una comparación de las concepciones acerca de lo que significaba ser mujer y hombre en siete sociedades del Pacífico Sur, con las ideas que prevalecían en la sociedad estadounidense contemporánea, Mead mencionaba en 1949 el concepto de género como construcción social que sería introducida en la psicología y la sexología de los años 50.

Cada una de estas tribus (en Nueva Guinea) tiene, como toda sociedad humana, el elemento de la diferencia sexual para usarlo como tema en el argumento de la vida social y cada uno de estos pueblos ha desarrollado esta diferencia diferentemente. Al comparar la forma en que han dramatizado la diferencia sexual, es posible ampliar nuestros conocimientos sobre cuales elementos son construcciones sociales, originariamente irrelevantes respecto a los hechos biológicos de sexo-género.

## Publicaciones
- Adolescencia, sexo y cultura en Samoa (1928).
- Creciendo en Nueva Guinea (1930).
- Educación y cultura en Nueva Guinea (1930).
- La cultura cambiante de una tribu india (1932).
- Sexo y temperamento en tres sociedades primitivas (1935).
- Nuevas vidas para lo viejo: transformación cultural en Manus, 1928-1953 (1956).
- Gente y lugares (1959; un libro para lectores jóvenes).
- Hombre y Mujer (1961).
- Continuidades en la evolución cultural (1964).
- Cultura y compromiso (1970).
- La antropología y el mundo contemporáneo (1971).
- Invierno de mora (1972; un relato biográfico de sus primeros años).
- Ciencia y el concepto de raza, genética y conducta (1972).
- La fe en el siglo XX: esperanza y supervivencia (1975). Recopilación de ensayos
- Cartas de una antropóloga (1983).